# National Trophy Series 2014-2015
De National Trophy Series 2014-2015 in het Verenigd Koninkrijk begon op 12 oktober 2014 met de Cyclocross van Shrewsbury en eindigde op 4 januari 2015 met de Cyclocross van Derby. De Brit Paul Oldham was titelverdediger, Ian Field won deze editie.

## Mannen elite

### Kalender en podia
| Datum      | Locatie                                 | Cat. | Winnaar          | Tweede             | Derde              | Leider in het klassement |         |
| ---------- | --------------------------------------- | ---- | ---------------- | ------------------ | ------------------ | ------------------------ | ------- |
| 12/10/2014 | Cyclocross Shrewsbury, Shrewsbury       | C2   | Ian Field        | Liam Killeen       | Jody Crawforth     | Ian Field                | details |
| 26/10/2014 | Cyclocross Southampton, Southampton     | C2   | Ian Field        | Quinten Hermans    | Jens Vandekinderen | Ian Field                | details |
| 16/11/2014 | Cyclocross Durham, Durham               | C2   | Alex Paton       | Jody Crawforth     | Ben Sumner         | Ian Field                | details |
| 30/11/2014 | Cyclocross Milton Keynes, Milton Keynes | C2   | Marcel Wildhaber | David van der Poel | Jonathon Page      | Alex Paton               | details |
| 14/12/2014 | Cyclocross Bradford, Bradford           | C2   | Ian Field        | Grant Ferguson     | Ben Sumner         | Alex Paton               | details |
| 04/01/2015 | Cyclocross Derby, Derby                 | C2   | Grant Ferguson   | Ian Field          | Tom van den Bosch  | Ian Field                | details |

 Cyclocross Shrewsbury · 
 Cyclocross Southampton · 
 Cyclocross Durham · 
 Cyclocross Milton Keynes · 
 Cyclocross Bradford · 
 Cyclocross Derby
Kampioenschappen:  Wereldkampioenschappen · 
 Europese kampioenschappen · 
 Belgische kampioenschappen · 
 Nederlandse kampioenschappen
Klassementen:  Wereldbeker · 
 Superprestige · 
 Bpost bank trofee · 
 EKZ CrossTour · 
 TOI TOI Cup ·
 Coupe de France ·
 National Trophy Series ·
 Giro d'Italia Ciclocross
Overig:  Soudal Classics
2005-2006 · 
2006-2007 · 
2007-2008 · 
2008-2009 · 
2009-2010 · 
2010-2011 · 
2011-2012 · 
2012-2013 · 
2013-2014 · 
2014-2015 · 
2015-2016 · 
2016-2017 · 
2017-2018 · 
2018-2019 ·
2019-2020 ·
2020-2021 · 2021-2022  · 2022-2023 · 2023-2024 · 2024-2025